# Joan Botella Corral
Joan Botella Corral (Barcelona, 1951) és un politòleg i professor universitari català, que exerceix de catedràtic de ciència política de la Universitat Autònoma de Barcelona i president de la Plataforma Europea d'Autoritats Reguladores. El seu camp d'investigació és la política espanyola, centrant-se en la política comparada i en els partits polítics, així com les eleccions i les elits polítiques i els governs locals. Ha estat degà del Col·legi de Politòlegs i Sociòlegs de Catalunya, i vocal del Consell de l'Audiovisual de Catalunya entre 1997 i 2006. Especialitzat en estudis electorals, actituds polítiques i mitjans de comunicació, és autor o coautor d'una quinzena de llibres. Destaquen El sistema electoral (Ed. Tecnos, 1966), La ciudad democrática (Ed. Serbal, 1999) i Democracy in Contemporary Spain (Yale Univ. Press, 2004).
Es va llicenciar en dret a la Universitat de Barcelona el 1973 i doctorar en dret a la Universitat Autònoma de Barcelona el 1982, on va començar la docència l'any 1977. Entre 1986 i 1988 va ser director de l'Institut de Ciències Socials de la UAB i entre 1990 i 1992 degà de la Facultat de Ciències Polítiques i Sociologia a la mateixa universitat. Entre 1996 i 2000 va ser membre del consell editorial del Centre d'Investigacions Sociològiques (CIS). El 2011 va ser nomenat de nou degà de la Facultat de Ciències Polítiques i sociologia de la UAB, en substitució de Salvador Cardús i Ros.
Col·labora amb diversos mitjans de comunicació, entre els quals destaquen El País i la CCMA.